# Nina Hagen Band
Die Nina Hagen Band, die 1978/79 Bestand hatte, war die erste Band der Sängerin Nina Hagen nach ihrer Übersiedlung aus Ost- nach West-Berlin (mit kurzem Intermezzo im Vereinigten Königreich).

## Geschichte
Die Band bestand neben Nina Hagen (Gesang) aus Reinhold Heil (Tasteninstrumente, Gesang) und drei ehemaligen Mitgliedern der West-Berliner Band Lokomotive Kreuzberg: Herwig Mitteregger (Schlagzeug, Gesang), Bernhard Potschka (Gitarre, Gesang) und Manfred Praeker (Bass, Gesang).
Die individuellen musikalischen Vorstellungen und Fähigkeiten der fünf unterschiedlichen Persönlichkeiten führten nicht nur zum beachtlichen Erfolg der ersten LP Nina Hagen Band (die mit einer nahezu originalgetreuen Kopie des The-Tubes-Titels White Punks on Dope, allerdings mit dem deutschen Text „Ich glotz TV (TV-Glotzer)“ eröffnet wird), sondern auch zu einem baldigen Ende der gemeinsamen Arbeit.
Aufgrund des Vertrags musste noch eine zweite Platte produziert werden. Die gemeinsame Abfahrt zum Tonstudio boykottierte Nina Hagen in letzter Minute. Die vier restlichen Mitglieder der Band beschlossen daraufhin, die Aufnahmen (für ihren Teil) unverzüglich hinter sich zu bringen und traten nicht nur die Reise alleine an, sondern spielten auch die Musik einschließlich der Hintergrundgesänge ohne Sängerin ein. Hagens Gesang wurde erst später aufgenommen. Die Platte erhielt den Namen Unbehagen. Sowohl das erste Album als auch Unbehagen wurden für den Verkauf von mehr als 250.000 Einheiten mit einer goldenen Schallplatte ausgezeichnet.
Nach der Trennung von Nina Hagen gründeten die restlichen Mitglieder der Band die Rockgruppe Spliff, während die Namensgeberin ihre Karriere solo fortsetzte.

## Diskografie
Studioalben

| Jahr | Titel Musiklabel                   | Höchstplatzierung, Gesamtwochen/‑monate, AuszeichnungChartplatzierungen (Jahr, Titel, Musiklabel, Platzierungen, Wochen/Monate, Auszeichnungen, Anmerkungen) | Höchstplatzierung, Gesamtwochen/‑monate, AuszeichnungChartplatzierungen (Jahr, Titel, Musiklabel, Platzierungen, Wochen/Monate, Auszeichnungen, Anmerkungen) | Höchstplatzierung, Gesamtwochen/‑monate, AuszeichnungChartplatzierungen (Jahr, Titel, Musiklabel, Platzierungen, Wochen/Monate, Auszeichnungen, Anmerkungen) | Höchstplatzierung, Gesamtwochen/‑monate, AuszeichnungChartplatzierungen (Jahr, Titel, Musiklabel, Platzierungen, Wochen/Monate, Auszeichnungen, Anmerkungen) | Anmerkungen                                                |
| Jahr | Titel Musiklabel                   | DE | AT | CH | NL | Anmerkungen                                                |
| ---- | ---------------------------------- | --- | --- | --- | --- | ---------------------------------------------------------- |
| 1978 | Nina Hagen Band CBS Records (Sony) | DE11 Gold · (46 Wo.)DE | AT24 (1 Mt.)AT | — | NL7 Gold · (24 Wo.)NL | Erstveröffentlichung: 31. August 1978 Verkäufe: + 400.000  |
| 1980 | Unbehagen CBS Records (Sony)       | DE2 Gold · (38 Wo.)DE | AT9 (3½ Mt.)AT | — | NL19 (5 Wo.)NL | Erstveröffentlichung: 25. Februar 1980 Verkäufe: + 450.000 |

grau schraffiert: keine Chartdaten aus diesem Jahr verfügbar
- Unbehagen Frontcover